# Signori del tempo (romanzo)
Signori del tempo (The Time Masters) è un romanzo di fantascienza dello scrittore statunitense Wilson Tucker pubblicato nel 1953.
Ha per protagonista Gilbert Nash, che ricorre in numerosi racconti dell'autore.

## Trama
I servizi segreti americani indagano su un tale Gilbert Nash, un misterioso investigatore privato che risiede presso il complesso di ricerche di fisica nucleare di Oak Ridge nel Tennessee, il cui unico cliente è Gregg Hodgkins, uno scienziato abbandonato da sua moglie Caroline e poi trovato cadavere.
Nash invero sta braccando da lunghissimo tempo la donna misteriosa, interessata più che mai ai progressi della ricerca nucleare e dell'astronautica. Suo marito aveva messo a punto un sistema di telemetria molto avanzato, per un razzo sperimentale a propulsione nucleare e che il centro spaziale di Cape Canaveral si appresta a lanciare.
Nash e Caroline sono degli alieni umanoidi estremamente longevi, ultimi reduci di un naufragio spaziale avvenuto diecimila anni prima. Egli avrebbe ispirato il mito di Gilgamesh, l'eroe immortale dei Sumeri e cantato nella celebre epopea. Caroline, spietata e priva di ogni scrupolo morale, viene citata attraverso delle figure mitologiche sensuali e crudeli, da Creta all'Antico Egitto. Determinata nel voler tornare sul suo pianeta d'origine, fa uso della telepatia morganatica, ovvero attraverso il contatto intimo, con la quale avrebbe "istruito" suo marito e molti altri nel passato. Nonostante ciò Caroline non ha fatto i conti con la natura dei "selvaggi" del mondo ospite, parimenti subdola e calcolatrice.

## Edizioni
In Italia fu pubblicato una prima volta da Urania nel 1954 al n° 45, e poi ancora con il n° 615 nel 1973, l'ultima pubblicazione fu nel 1987 su Classici Urania al n° 124.